# ベガス味岡
ベガス味岡（ベガス あじおか、7月22日 - ）は、通販マン。血液型はB型。

## 略歴・人物
暁星小学校、暁星中学校・高等学校を経て、成蹊大学経済学部経済学科に進学。卒業後、通信販売会社ディノス（現・DINOS CORPORATION）に入社。フジテレビ「出たMONO勝負!」で、5分間で1億円の売上を出し注目される。
一旦、家業である寿司店の寿司職人に転じるが、2001年より通販マンに転身。数々のテレビ通販番組に出演し、QVCジャパンにおいて輸入化粧品や特殊機能歯ブラシを扱い億単位の売り上げを達成している。
独特な喋り口調と派手な衣装で、「ラスベガスのようなエンターテイメント要素」をふんだんに取り入れたトークを特徴とする通販マン、プロの販売員、バイヤーとして通販番組のショッピング・アドバイザー、MC、タレント活動、講演会など幅広く活躍中。テレビショッピング番組では「手裏剣フリップ」を5〜10枚使用した商品説明が特徴的である。 
2008年より、自身の初の冠番組「ベガスマート」開始。１３年間の長寿番組となる
2009年10月から2010年7月まで、テレビ東京『ものスタMOVE』のエンディング曲に、自身が結成したバンドベガスターズの『POWER』が使われた。
2014年6月22日放送の『有吉反省会』（日本テレビ系）で、おネエキャラは嘘であったことをカミングアウトし、同時に妻と子供がいる事も公表した。理由として、男性販売員として商品を売るが全く売れず、新宿2丁目の店へ行った際、ママの勧めでおネエキャラを演じて売った所、瞬く間に完売。あくまでおネエは商売、自身の生活のためのキャラであったが、後にその事が話題になってしまい、おネエキャラを止めるタイミングを失って今日に至る。実は、有吉反省会の出演も、最初は別の事での出演であったが、味岡本人がスタッフに、この事を反省したいと告白した。理由として「（おネエキャラを演じるのが）疲れた」と語っている。
現在は企業の商品アドバイスや販売コンサルタントに力を注ぐ他、Tiktok にて「ベガスshop」 を立ち上げ、毎週金曜日、朝９時～と夜９時～生配信をしている。　　　　　　自身は「通販の大好きなおばちゃんが、私の中に住んでいる、だから女性口調なの」と語っている。また、アメリカ韓国やベトナム等日本国外での実演販売経験もある、国際派通販マンである。

## 出演番組
通販番組
- 冠番組ベガスマート（テレビ東京）＊2008年8月より2021年11月まで毎週金曜日27:50～放送

- ものスタMOVE（テレビ東京、不定期出演）
- なないろ日和（テレビ東京、不定期出演）
- 7スタライブ（テレビ東京、不定期出演）

- ショップチャンネル
- QVC
- イイものショッピングゥ～

コマーシャル、インフォマーシャル
- ゴールデンボンバー鬼龍院翔公認コンサートグッズ紹介映像
- 味の素ゼネラルフーヅ「AGF」
- 大阪ガス
- トレンドマイクロ「ジュエリーボックス」
- 日本食研「から揚げ作り」
- ワオコーポレーション
- キューサイ
- 日本カーソリューションズ
- 第一三共
- 生活総合サービス
- 週刊美肌一族（2008年10月 - 12月）

テレビ番組
- 日本テレビ - 「有吉反省会」
- テレビ朝日 - 「中居正広のミになる図書館スペシャル」
- ダウンタウンDX（読売テレビ、2011年1月27日）「行列のできる法律相談所」
- ベガネット味岡（2011年11月14日開始、2013年9月終了ニコジョッキー）
- フジテレビ - 「金爆一家」・「たけしの等々力ベース 」・
- TBS - 「うたばん」 ・「世界バリバリ★バリュー」・「ひるおび」

⭐テレビ東京　なんでも鑑定団

## 講演会
「社員のモチベーションアップ」「売れる技術」「明るい人生」を題材にした講演会を行っている。一般向けの講演会は行っておらず、企業向けが主である。
- 大阪ガス
- 朝日新聞
- 日本通信販売協会（JADMA）
- ダスキン
- カタログハウス
- KDDI（IS03マスター育成プログラム）

## イベントステージ
- 大阪ガスイベント　ガスてんPRステージ
- FOODEX
- 仙台ガス局イベント
- PLAZAイベント
- 東京ガールズコレクション
- ディノスさよならバーゲン
- 携帯端末最新機種発表イベント
- タブレット端末販売イベント
- ギフトショー東京／福岡

## バンド活動
- ベガスターズ

ボーカルはベガス味岡が担当。
2006年６月6日、満月の夜に結成。各地のライブハウス100箇所行脚にて徐々に人気が出る。
2009年渋谷OA-WESTに超満員（推定500人）
「商品投げまくりライブ」を考案。
2010年、赤坂BRITZ（1,000人超満員）にて「1,000万円豪華通販商品投げまくりライブ」を決行。本人曰く３００万の赤字を自腹で補てんしたそうである（その後ダウンタウンDXにて語られていた）
ライブは大反響であったが、ギターのマンハッタン宮内の死去により惜しまれつつも解散

## 著書
- 『5分で1億円 史上最強の営業マンになろう!』（産業編集センター、2005年、ISBN 4-916199-73-1）